# Elmlər Akademiyası (Metro Baku)

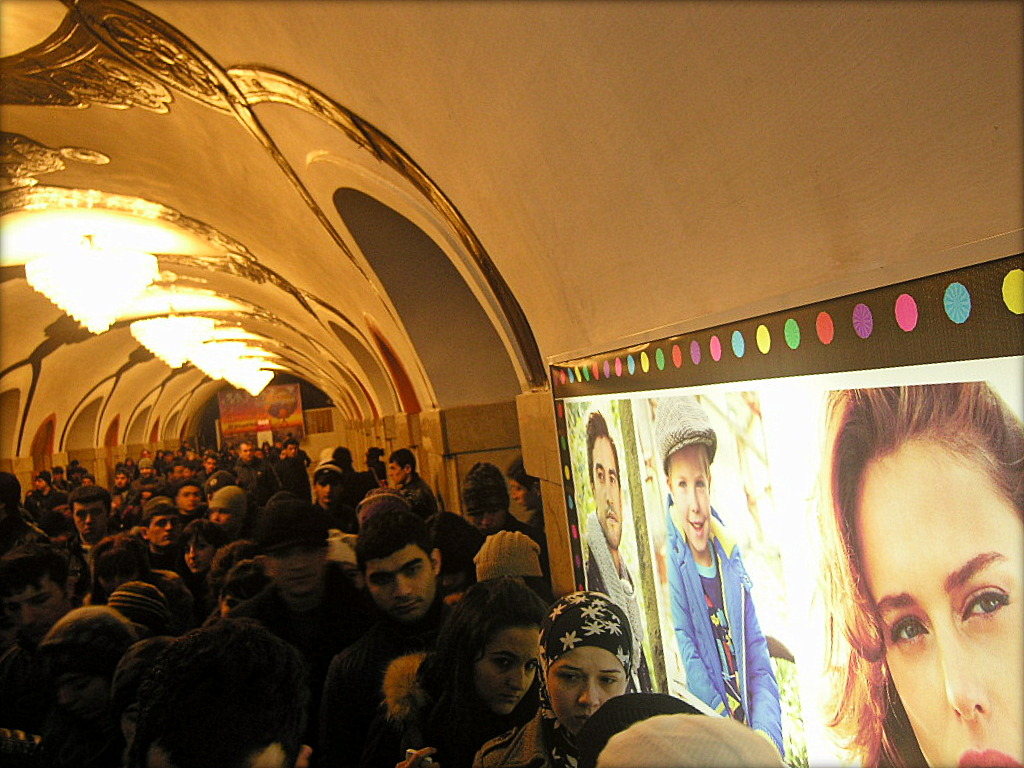
Bahnhofshalle

Elmlər Akademiyası ist eine Station der Linie 2 (Grüne Linie) der Metro Baku. Sie wurde am 31. Dezember 1985 eröffnet. Die Station ist nach der nahegelegenen Nationalen Akademie der Wissenschaften Aserbaidschans benannt. Der Bau erfolgte unter schwierigen geologischen Bedingungen durch Einfrieren mit Flüssigstickstoff. Beim Bau kam es zu einem Wasserdurchbruch, womit die Tunnel geflutet wurden. Dies ist der bisher einzige Bauunfall in der Geschichte der Metro Baku.